# Antonio Bernad
Antonio Bernad Gonzálvez, conocido también simplemente por Toni o Toni Bernad, (Elche, 1917 - Valencia, 5 de mayo de 2011) fue un pintor, caricaturista y dibujante surrealista español, destacado artista del exilio republicano español.
Nacido en la localidad alicantina de Elche, de niño se trasladó con su familia a Albacete. En la localidad manchega realizó sus primeros trabajos: caricaturas para la prensa local y provincial. Con el final de la Guerra Civil debió marchar al exilio, como tantos otros artistas e intelectuales españoles. En Francia, sufrió los internamientos en los campos de concentración de Gurs y de Saint-Cyprien. Al igual que otros artistas exiliados, llegó a la República Dominicana, donde comenzó el desarrolló su saber artístico. Sus dibujos y caricaturas en el diario La Nación le reportaron fama y reconocimiento. En Santo Domingo entabló relación y amistad con André Bretón,  Vela Zanetti y Eugenio Granell, con quien los críticos comparan la importancia de su obra y donde fue reconocido como parte sustancial de la vanguardia artística española. Tras pasar por Puerto Rico, recaló en México, donde, además de trabajar como dibujante, desarrolló su obra pictórica y contacto con algunos de los más destacados artistas españoles como Josep Renau, Enrique Climent o Ernesto Guasp.
Regresó a España en 1953, y compágino su trabajo como agente comercial con su trabajo artístico. Su cuantiosa obra vio la luz por vez primera en España con una exposición antológica en 2008 organizada por la Universidad de Valencia.